# 长牛铁路
长牛铁路连接中国浙江省长兴县与安徽省广德县新杭镇牛头山村，前身为杭牛铁路，为长广煤矿运煤专用线。后随着长江三角洲地区经济发展，为缓解京沪铁路与沪昆铁路等的运力紧张，将专线铁路从长兴站开始向西延伸至安徽宣州，改造为宣杭铁路，后又改造为复线，成为客运干线。新的宣杭铁路，未涉及的长兴到牛头山段，则成为长牛铁路。全线总里程40公里，曾开行一对8063/8064次非空调普通列车，全程47分钟。煤山至牛头山段于2008年9月30日封闭。
由于长兴境内的合溪水库将淹没部分既有线路，铁路部门对线路长兴南至煤山区间进行改线，2010年1月12日完工投用。